# 灭绝师太
滅絕師太是金庸小說《倚天屠龍記》中的人物，女俠郭襄的徒孫，風陵師太的徒弟，女主角周芷若的師父，峨嵋派第三代掌門，倚天劍持有人。為金庸小說中武功超群的高手之一。
滅絕師太武功固然高強，但亦以帶著倚天劍行走江湖而聞名，使倚天劍成為滅絕師太的象徵。雖然滅絶出身佛門，但有別於出家人慈悲為懷的形象，其脾氣古怪暴燥，作風狠毒嗜殺、不留情面，從法號可看出其做事已到了「滅之、絕之」的地步，有時甚至顯得蠻不講理。其思想頑固迂腐、不懂變通，個性固執倔強、愛恨分明，尤其是對其所憎恨的明教人士（正派中最憎恨明教要數滅絕師太），認為即使對他們使用卑鄙手段也不為過，在她眼中正邪誓不兩立，為正派中極端保守教條主義者，並要求門下弟子死守其所定下的原則不能改變，因此被部分武林正道視為乖邪人士。然而她具有一代宗师的風範，為人極重信義、不畏生死，愛徒護短亦心繫百姓，擁有以此信念稱霸武林的野心，為了自身信念和面子，即使犧牲性命也在所不惜。
吳靄儀評論：“殺人手下毫不容情，自殺也是決絕之極，可說是慘烈，決絕剛烈到這個地步，又不是「冷面無情」可以道盡了。心理分析家佛洛依德相信一切毀滅的動力，根源都是在於追求自我毀滅，「容貌算得甚美」的滅絕師太因何執意求死？她為何生無可戀？”

## 人物概述
滅絕師太俗家姓方，是河南蘭封人，外號「金瓜錘」方評的妹妹，但早年被謝遜所殺，成為滅絕師太反明教的兩大原因之一。峨嵋派第三代掌門，女俠郭襄的徒孫，持有作為該派象徵的倚天劍，而且她是個堅定的抗元者和反對明教的正派領袖之一。
峨嵋派大師兄孤鴻子曾與滅絕有婚約，但因孤鴻子敗於明教光明左使楊逍之手而活活氣死，為此她一心想替大師兄報仇，加之自己的親兄是被明教法王之一的謝遜所殺，屠龙刀亦被他抢了去，以致不能修炼刀剑内的铁片提及的至高武学，所以比任何人更憎恨明教，甚至認為明教比蒙古更可恨，是天下間的萬惡之源，她對明教的憎恨已達至心理嚴重扭曲的病態程度，對明教的憎惡深深影響其門下弟子對明教的態度。剿滅明教時她比任何人也更加賣力，手段亦更為狠辣，並對他們毫不留情，即使他們投降也要折辱他們一番，這比一般武林人士的作風更殘忍。認為明教教眾和與他們有關連和有瓜葛的人，甚至坦護他們的人都是妖邪，絕對不是好人，因此認為對付明教是不用說甚麼仁義道德，手段再下流也可以，對明教抱有比一般武林人士更重的戒心，即使面對死亡也絕不肯接受他們援助。
更可怕的是，她極度重視自身玉潔冰清的名譽，不惜用死亡維護，但對付明教高層，她卻命令女弟子以美人計達成目，美其名曰作大事不拘小節。
她也有稱霸武林與天下的野心和驅逐蒙古人恢復漢家天下的心願。由於她是在江湖上唯一得知（有可能還有少數人得知）屠龍刀和倚天劍的秘密的人，令他比任何人更了解屠龍刀和倚天劍的真正作用，因此她長期企圖擔奪屠龍刀，且比任何人士更渴望和更積極搶奪寶刀，打算以祖師父母大俠郭靖和丐幫先代幫主女俠黃蓉兩夫婦分別藏在倚天劍和屠龍刀的《九陰真經》秘笈和《武穆遺書》兵書以統領羣雄，成為中原武林中的第一門派，完成自己的心願，同時以此光復中原河山，完成郭靖夫婦和祖師郭襄的遺志。她認為倚天劍是郭靖夫婦傅給本派祖師的遺物，屠龍刀也是郭家之物，原擁有者郭破虜殉難後應歸郭襄，而她身為郭襄和郭家的傳人應理所當然擁有，並視兩者都是本派寶物，因此千方百計也要將兩者得到手上。
峨嵋派弟子中的紀曉芙本為她最得意的弟子，卻因被峨嵋派的仇人明教楊逍强暴而愛上他，拒絕遵照滅絕的命令刺殺他而喪身於滅絕掌下；然而滅絕卻不承認自己殺害紀曉芙，更將徒兒被擊殺一事嫁禍於楊逍，最可恥的是她心理上亦如此認為。此外，滅絕更欲殺害楊逍與紀曉芙的女兒楊不悔，但因張無忌的幫助及弟子貝錦儀的不忍就而躲過一劫。
幾年後，滅絕師太率領峨嵋參與六大派遠征光明頂的行動，而由於滅絕師太對明教的仇恨和偏見，使其比任何人更賣力剿滅明教，其對待明教教眾比其他五派更狠辣殘暴，手持倚天劍殲滅眾多的明教教眾，更以此劍殺了明教「銳金旗」旗主莊錚，銳金旗教眾雖被峨嵋、武當、崑崙、崆峒、華山等五派包圍，但卻不肯求饒，當其餘五派收手時，滅絕師太仍不肯放過眾人，堅持要將他們全部剿滅，所有銳金旗教眾均被峨嵋大弟子靜玄斬斷右臂，狠狠折磨他們一番，殺得連靜玄本人也感過火，忍不住向滅絕求情，但滅絕甚至再想把他們一劍擎殺，最後因張無忌成功硬接滅絕三掌後，加上滅絕自身忌惲張無忌體內的九陽神功，才被迫放人，卻令滅絕對張無忌開始仇恨。攻上光明頂後，使用倚天劍與張無忌對戰，張無忌以「乾坤大挪移」第七層的神功奪去其倚天劍。
下山時，峨嵋派和其餘五大派中了蒙古軍隊的埋伏，被囚禁於萬安寺中，各人被逼服下「十香軟筋散」，以致内力盡失。其後明教「光明右使」范遙偷得解藥派發給眾人，由於范遙是明教教徒，滅絕師太對仇恨重新燃起不但認為此是「毒藥」拒絕服食，甚至掦言即使是解藥也拒絕受明教恩惠，成為正派被囚眾人唯一拒絕服食解藥者，眼見固執的滅絕，范遙只得把解藥詐稱為毒藥騙得她服下，此時她雖然已有數日未進食，但其内功之高只略遜於少林空聞方丈，故此其内力隨後在短時間内大致復原；其在塔内抱著赴死的決心將峨嵋派掌門之位傳給周芷若，並告訴她倚天劍和屠龍刀的秘密，並令她施計色誘張無忌以騙取屠龍刀，同時亦要她設法從趙敏手上奪回倚天劍，達成後將刀劍互砍，取出刀劍的書籍，以完成郭襄祖師及郭靖黃蓉夫婦（驅遂元室）的遺願和自己的心願（光大峨嵋），初衷雖說是好，但其手段之卑劣和對明教的仇恨，令周芷若內心非常困擾，不但影響周芷若與張無忌的關係，更令周芷若後期黑化，變得與自己一樣心狠手辣，更做成其陰險無情，幾乎令周芷若走不歸路，當然周芷若的性格變化是滅絕師太始料不及，亦不大樂見，滅絶師太只要求周芷若完成先人遺志和自己心願，最多要求周芷若不要與張無忌成親。交代完後，聽聞范遙與玄冥二老之一鹿杖客對話，得知范遙污辱其清譽（其實只是范為救滅絕和周芷若而謊稱自己是滅絕的老情人，周芷若是二人的私生女）便先後與二人對掌的，但不敵，反倒加深其對明教的怨恨，後滅絕抱著周芷若從塔頂跳下，由於滅絕師太對明教再度仇恨上身，一生堅決不受明教恩惠，拒絕張無忌相救，遂與明教教主張無忌對掌，打偏了張無忌試圖救助她的掌力，且在即將摔到地面時托高了周芷若使之安然無恙，並讓自己墜地而亡，成為眾人中唯一墜地身亡的人。
六大門派退向西北時，峨嵋派因與明教有仇，不願隨眾人同行，逕行離去，最後周芷若和峨嵋派眾人火化了滅絕師太的屍身。
金庸说她“容貌算得甚美”，不過兩條眉毛斜斜下垂，使她看來極為詭異，“幾乎有點戲台上吊死鬼的味道”。

## 武功
峨嵋劍法
剑式轻柔灵动，滴水不漏，偏重防守。
金頂綿掌
速度奇快，直線攻擊的掌法。
飄雪穿雲掌
飄雪穿雲掌中的一招，右手一伸拍出去，手掌忽低，便像一尾滑溜无比，迅捷无伦的小鱼一般。 
截手九式
第三式
右手一起，风声猎猎，右臂斜弯急转，手掌竟从绝不可能的弯角横将过来，击中敵人背心。
佛光普照
掌法只一招，並無其他變化，威力在於以「峨嵋九陽功」作為根基，一掌既出，敵人避無可避。

## 影視形象

### 劇集
- 上官玉：香港無綫電視《倚天屠龍記》（1978年）
- 蔡慧华：台灣台視《倚天屠龍記》（1984年）
- 李香琴：香港無綫電視《倚天屠龍記》（1986年）
- 张冰玉：台灣台視《倚天屠龍記》（1994年）
- 惠英红：香港無綫電視《倚天屠龍記》（2001年）
- 严敏求：中國亞環影音《倚天屠龍記》（2003年）
- 王菁华：中國華誼兄弟、華夏視聽聯合出品《倚天屠龍記》（2009年）
- 周海媚：中國華夏視聽、企鵝影視聯合出品《倚天屠龍記》（2019年）

### 電影
- 王莱：《倚天屠龍記》及《倚天屠龍記大結局》（1978年），邵氏公司
- 孙梦泉：《倚天屠龍記之魔教教主》（1993年），香港永盛電影公司
- 梁淨：《倚天屠龍記之九陽神功》、《倚天屠龍記之聖火雄風》（2022年），星王朝

## 延伸
在中國大陸社會中，常常把女博士生喻为灭绝师太，因为现时社会对女博士生的评价与认识，常常与“高处不胜寒”、“就业难”、“择偶难”、“离婚率高”、“自杀率高”、“易患强迫症”、“甲亢”、“乳腺疾病”等等挂钩，而性格则被认为是不苟言笑、刻板木讷、有事业心没有家庭观念、不近人情与不懂风情等，这些评价与认识与灭绝师太在小说中的人物形象极为吻合。
在近年兩岸三地的歌唱選秀節目（如｢我是歌手｣、｢超級星光大道｣、｢明日之星｣、｢超級偶像｣、｢中國好聲音｣等節目），以毒舌批抨參賽者聞名的女評審也被稱作｢滅絕師太｣（如黃小琥、丁曉雯等）。
香港專欄作者林創成在2019年11月21日的《信報》專欄文章｢鬼哭神號的滅絕師太」中，將時任香港特區的行政長官林鄭月娥稱為"香港的滅絕師太"。